# Asian Women's Four Nations Championship 2012
L’Asian Women’s Four Nations Championship 2012 fu il 5º campionato asiatico di rugby a 15 femminile.
Organizzato dall’ARFU, nome con cui era nota all’epoca Asia Rugby, esso vide la partecipazione di quattro squadre nazionali che si affrontarono a eliminazione diretta a Kunshan (Cina) dal 5 al 7 luglio 2012.
Il torneo fu vinto dal Kazakistan che in finale batté il Giappone per 17-8.
Al terzo posto si classificò Hong Kong che sconfisse per 27-3 la Cina nella finale di consolazione.
In semifinale Kazakistan e Giappone si misero in luce come le due migliori squadre continentale e qualificazione mondiale: le ex sovietiche batterono 51-0 le padrone di casa della Cina mentre le atlete del Sol Levante ebbero la meglio per 41-17 su Hong Kong.
Nel mini-derby cinese per il terzo posto tra madrepatria e Hong Kong prevalse l'ex colonia britannica per 27-3 mentre in finale il Kazakistan ebbe la meglio di misura sulle atlete del Sol Levante vincendo 17-8 una gara che all'intervallo vedeva le ex sovietiche in vantaggio di soli 4 punti.
Per il Kazakistan si trattò del quarto titolo asiatico, assoluto e consecutivo.

## Squadre partecipanti
- Cina
- Giappone
- Hong Kong
- Kazakistan

## Incontri
|  | Semifinali | Semifinali | Semifinali |            |          | Finale          | Finale          | Finale          |  |
|  |            |            |            |            |          |                 |                 |                 |  |
|  | Hong Kong  | Hong Kong  | 17         |            |          |                 |                 |                 |  |
|  | Hong Kong  | Hong Kong  | 17         |            |          |                 |                 |                 |  |
|  | Giappone   | Giappone   | 41         |            |          |                 |                 |                 |  |
|  | Giappone   | Giappone   | 41         |            | Giappone | Giappone        | 8               |                 |  |
|  |            |            |            |            | Giappone | Giappone        | 8               |                 |  |
|  |            |            | Kazakistan | Kazakistan | 27       |                 |                 |                 |  |
|  | Kazakistan | Kazakistan | Kazakistan | Kazakistan | 27       | 51              |                 |                 |  |
|  | Kazakistan | Kazakistan |            |            |          | 51              |                 |                 |  |
|  | Cina       | Cina       | 0          |            |          | Finale 3º posto | Finale 3º posto | Finale 3º posto |  |
|  | Cina       | Cina       | 0          |            |          |                 |                 |                 |  |
|  |            |            |            |            |          |                 |                 |                 |  |
|  |            |            |            |            |          | Hong Kong       | Hong Kong       | 27              |  |
|  |            |            |            |            |          | Hong Kong       | Hong Kong       | 27              |  |
|  |            |            |            |            |          | Cina            | Cina            | 3               |  |

### Semifinali
| Kunshan 5 luglio 2012, ore 18 UTC+8 Semifinale 1 | Hong Kong | 17 – 41 referto                                                               | Giappone | Kunshan Stadium |
| Olson-Thorne 19’ Tsz Ting 49’ Nam 60’ mt 43’ Suzuki 51’, 63’ Yamaguchi 59’, 77’ Bogidraumainadave 68’ Elting 72’ Inoue Young 49’ tr 43’, 51’, 72’ Yokoyama |           |                                                                               |          |                 |
| |           |                                                                               |          |                 |
| Olson-Thorne 19’ Tsz Ting 49’ Nam 60’ | mt        | 43’ Suzuki 51’, 63’ Yamaguchi 59’, 77’ Bogidraumainadave 68’ Elting 72’ Inoue |          |                 |
| Young 49’ | tr        | 43’, 51’, 72’ Yokoyama                                                        |          |                 |

| Kunshan 5 luglio 2012, ore 20 UTC+8 Semifinale 2                                                                          | Kazakistan | 51 – 0 referto | Cina | Kunshan Stadium |
| Sapronova 4’ Šerer 14’, 51’, 78’ Nurmatova 32’, 55’ Chamova 42’ Ključnikova 44’ Matijeva 68’ mt Radzevil 14’, 42’, 51’ tr |            |                |      |                 |
| |            |                |      |                 |
| Sapronova 4’ Šerer 14’, 51’, 78’ Nurmatova 32’, 55’ Chamova 42’ Ključnikova 44’ Matijeva 68’                              | mt         |                |      |                 |
| Radzevil 14’, 42’, 51’ | tr         |                |      |                 |

### Finale per il 3º posto
| Kunshan 7 luglio 2012, ore 18 UTC+8                                                                | Hong Kong | 27 – 3 referto | Cina | Kunshan Stadium |
| Pascual 18’ Olson-Thorne 22’, 69’ Tsz Ting 36’ mt Tjosvold 22’, 36’ tr Tjosvold 33’ c.p. 26’ Jiale |           |                |      |                 |
| |           |                |      |                 |
| Pascual 18’ Olson-Thorne 22’, 69’ Tsz Ting 36’                                                     | mt        |                |      |                 |
| Tjosvold 22’, 36’                                                                                  | tr        |                |      |                 |
| Tjosvold 33’                                                                                       | c.p.      | 26’ Jiale      |      |                 |

### Finale
| Kunshan 7 luglio 2012, ore 20 UTC+8                                                   | Giappone | 8 – 17 referto                       | Kazakistan | Kunshan Stadium |
| Inoue 29’ mt 5’ Sapronova 34’ Mateeva 57’ Chamova tr 34’ Koišybaeva Yokoyama 12’ c.p. |          |                                      |            |                 |
|                                                                                       |          |                                      |            |                 |
| Inoue 29’                                                                             | mt       | 5’ Sapronova 34’ Mateeva 57’ Chamova |            |                 |
|                                                                                       | tr       | 34’ Koišybaeva                       |            |                 |
| Yokoyama 12’                                                                          | c.p.     |                                      |            |                 |